# Commodore 65

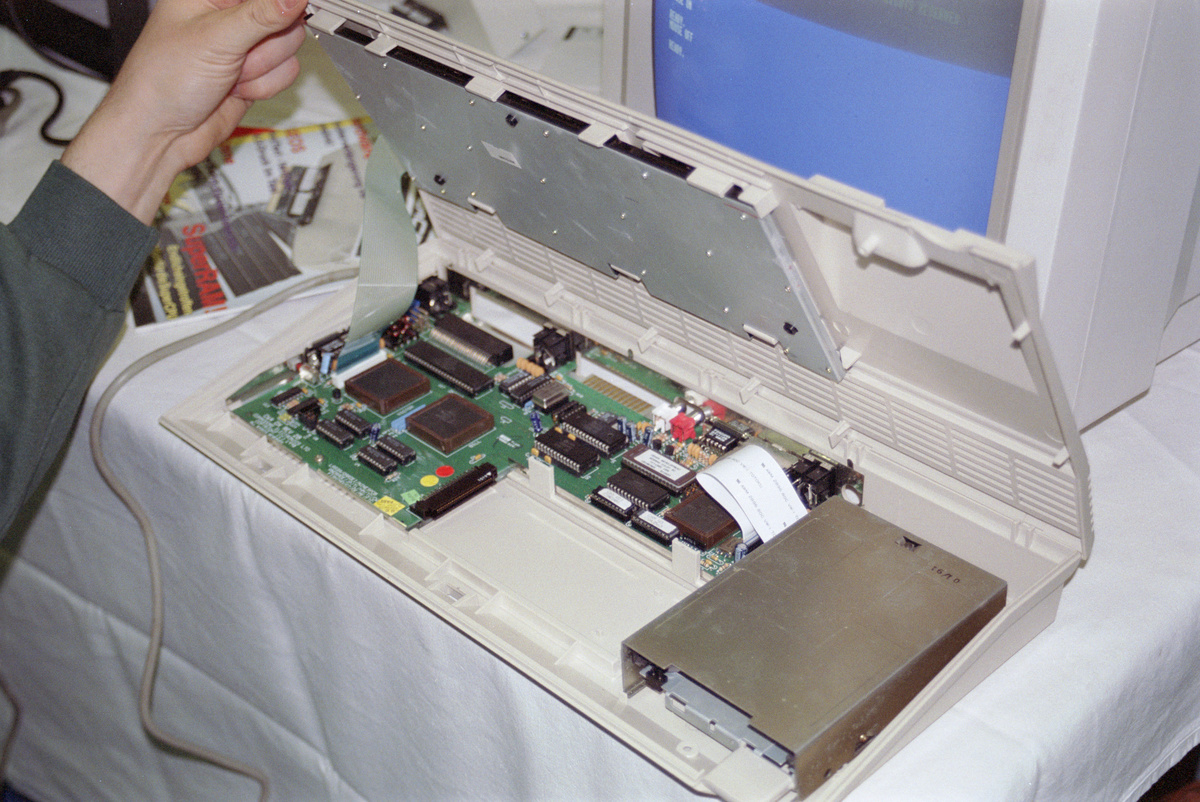
C65 öppnad

Commodore 65, även kallad C64DX (ej att förväxlas med Commodore SX-64), är en 8-bitars dator konstruerad av Commodore mellan 1990 och 1991. Datorn var tänkt att prestandamässigt hamna mellan Commodore 64 och Amiga. Datorn kom aldrig längre än till prototypstadiet; totalt tillverkades cirka 200 exemplar. C65-projektet lades ner 1991 av Commodores VD Irving Gould.
C65 var i praktiken en utökad och förbättrad version av Commodore 64, och var tänkt att vara bakåtkompatibel med sin föregångare, samtidigt som den prestandamässigt i många fall kommer nära Amiga. Datorn konstruerades av Bill Gardei (4567), Victor Andreade (4510), Fred Bowen (mjukvara) och Paul Lassa (hårdvara). Efter att Commodore International gick i konkurs 1994 såldes ett antal prototyper till den öppna marknaden, och ett fåtal äger därför idag en C65. Datorn klassas som en raritet.
Eftersom C65-projektet avbröts, blev Commodore 128 (1985) den sista unika 8-bitarsdatorn från Commodore.